# Little Steeping
Little Steeping est une paroisse civile et un village du Lincolnshire, en Angleterre.